# En fuera de juego
En fuera de juego és una pel·lícula coproducció de l'Argentina i Espanya de comèdia, dirigida per David Marqués. Va ser estrenada l'1 de juny de 2012 en Espanya i el 14 de juny d'aquest mateix any a l'Argentina. És protagonitzada per Diego Peretti, Fernando Tejero, Chino Darín, Carolina Peleritti, Patricia Montero, Hugo Silva, Laura Pamplona, i compta amb la participació especial de Ricardo Darín, l'aleshores futbolista en actiu Iker Casillas i l'exfutbolista Martín Palermo. Ha estat rodada a Alacant.

## Argument
Javi (Fernando Tejero) és un murri representant de nois que comencen i de futbolistes de tercera, encara que la seva major font d'ingressos són els “esdeveniments infantils” del tipus muntar porteries inflables en els centres comercials. Somia amb el gran “pelotazo” que canviï la seva vida, però triga a arribar. Ana (Carolina Peleritti) - la seva dona -, encara que li vol, està una mica cansada de la seva afició pel seu treball. En aquest moment, Javi rep una notícia que ho canvia tot, el Real Madrid està interessat en un jove de 17 anys anomenat Gustavo César (Chino Darín), un noi que va signar amb ell de nen quan Javi va estar de viatge amb Ana a l'Argentina.
Diego Garrido (Diego Peretti) és un metge solitari i poc sociable que ha crescut odiant el futbol. El seu oncle Coco (Ricardo Darín) acaba de sofrir un infart i quan va a l'hospital on està internat per a visitar-lo, aquest li explica que el Real Madrid està interessat en un jove al qual entrena i representa - Gustavo César - i que hi ha un representant espanyol anomenat Hugo (Hugo Silva) que pretén llevar-li'l. L'entrenador li fa un xantatge emocional a Diego i aquest ha d'anar a Espanya per deixar les coses clares fent-se passar pel representant del jugador. Obligats per les circumstàncies a compartir la representació de Gustavo César, Javi i Diego iniciaran un camí ple de girs, sorpreses, mentides, picardies i estratègies diverses que canviarà per sempre les seves vides.

## Repartiment

### Principals
- Diego Garrido (Diego Peretti): és un ginecòleg argentí que odia el futbol i que es veu obligat a fer-se passar per representant de Gustavo César obligat pel seu oncle, que també va signar amb el noi quan era un nen.
- Javi (Fernando Tejero): és un representant de tercera que té el cop de sort de la seva vida quan el Reial Madrid s'interessa per un jove crack argentí amb el qual Javi va signar quan era un nen.
- Gustavo César (Chino Darín): és el crack al qual tots pretenen, un jove argentí que, sense voler, està enmig de totes les intrigues i tots els interessos. La seva única obsessió és jugar, però el món del futbol és molt més complicat que això.
- Ana Pecoraro (Carolina Peleritti): és l'esposa de Javi i està farta de la seva obsessió per triomfar costi el que costi com a representant. L'arribada del jove crack i de Diego posa a la relació amb el seu marit penjant d'un fil.
- Lorda (Patricia Montero): és una maca jove a la qual Gustavo César coneix i amb la qual inicia una relació que oculta a Diego per por que això interfereixi en la seva carrera.
- Hugo (Hugo Silva): és un jove tauró d'una gran empresa de representació, que va darrere del contracte de Gustavo César i fa tot el que calgui per a aconseguir-lo, per això Javi i Diego es converteixen en el seu objectiu.
- Gema (Laura Pamplona): és la germana de Javi i propietària del bar on aquest fa els seus “negocis”, s'interessarà sentimentalment per Diego.
- Julio Soriano (Pepe Sancho): és un veterà representant que se les sap totes sobre el món del futbol al qual Javi i Diego recorreran.
- Mónica (Carmen Ruiz): és la secretària de Javi i còmplice de totes les seves bogeries i mentides. Entén que el contracte de Gustavo César és crucial perquè tirin endavant i secunda com pot a Javi.
- López (Carlos Chamarro): és l'assistent d'Hugo, que li farà el treball brut per a intentar aconseguir el contracte de Gustavo César.

### Secundaris
- Jordi Sánchez com Jordi.
- Sayago Ayuso com Teo.
- Alfred Picó com Julián.
- Sergio Caballero com a Pare.
- Giovanni Bosso Coix com Luis.
- Cristóbal Crespo com Felipe.

### Participacions especials / Cameos
- Ricardo Darín com Coco.
- Iker Casillas com Ell mateix.
- Martín Palermo com Ell mateix.
- Manuel Llorente como Ell mateix (expresident del València CF)
- Pedro Cortés com Ell mateix (expresident del València CF)
- Manuel Esteban com Ell mateix (Redactor cap de Diari As, Col·laborador de Carrusel Deportivo i El Larguero)
- José Ramón de la Morena com Ell mateix (Periodista, Director i presentadot d'El larguero)

## Nominacions i premis
Va participar al Festival de Màlaga de 2011, on fou candidata a la Bisnaga d'Or. Va guanyar el premi de la crítica al IX Festival de Cinema d'Alacant de 2012, on fou la pel·lícula de clausura. Al Festival de Cinema Mediterrani de Montpeller va guanyar el Premi Insomnia de suport a l'exportació.